# Willoughby Hamilton
Pour les articles homonymes, voir Hamilton.
Willoughby "Willoby" James Hamilton, né le 9 décembre 1864 à Monasterevin et décédé le 27 septembre 1943 à Dublin, est un joueur de tennis, de football et de badminton irlandais.

## Tennis
Il a remporté un titre du Grand Chelem : Wimbledon en 1890.

### Palmarès (partiel)

#### Titres en simple
|   | Date | Nom et lieu du tournoi       | Cat.      | ($) | Surf.        | Finaliste       | Score                   |          |
| 1 | 1890 | The Championships, Wimbledon | G. Chelem |     | Herbe (ext.) | William Renshaw | 6-8, 6-2, 3-6, 6-1, 6-1 | Parcours |

#### Finales de simple perdues
aucune

#### Finales en double
aucune

#### Titres en double mixte
aucun

#### Finales en double mixte
aucune

## Football
Il est international irlandais à une reprise en 1885.